# Mennecy
Mennecy è un comune francese di 13 580 abitanti situato nel dipartimento dell'Essonne, nella regione dell'Île-de-France.

## Società

### Evoluzione demografica
Abitanti censiti

## Amministrazione

### Gemellaggi
- Renningen
- Occhiobello